# فردریک سپتیموس کلی

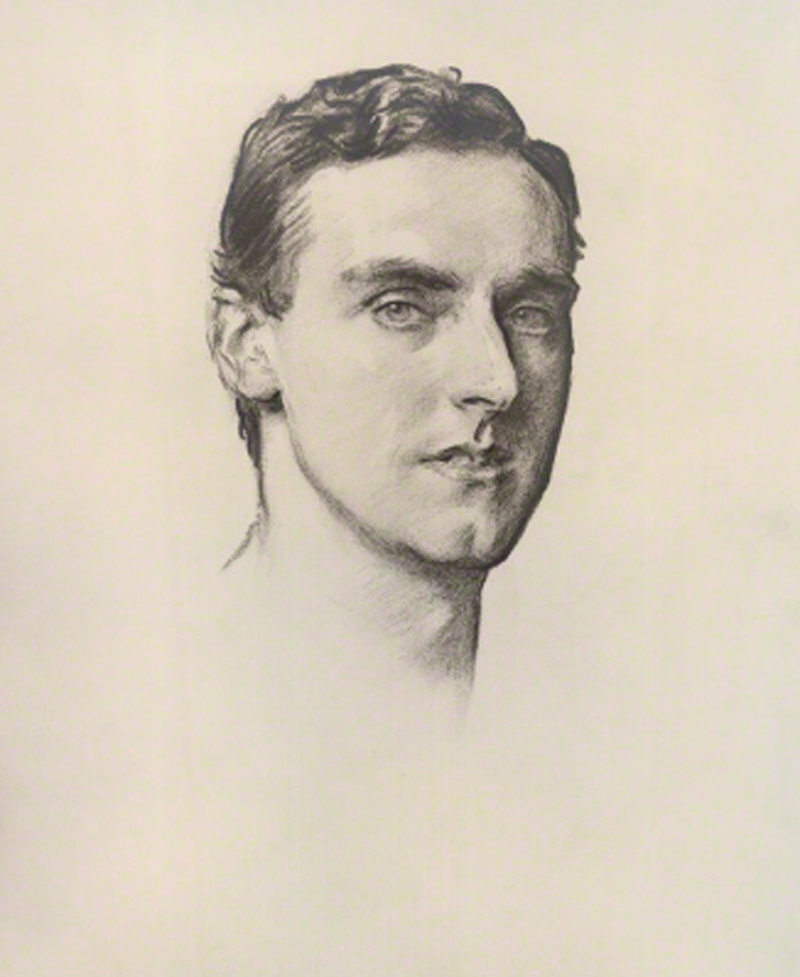
فردریک سپتیموس کلی

فردریک سپتیموس کلی (انگلیسی: Frederick Septimus Kelly; ۲۹ مهٔ ۱۸۸۱ – ۱۳ نوامبر ۱۹۱۶) قایقران روئینگ اهل پادشاهی متحد بریتانیای کبیر و ایرلند بود.
وی در مسابقات کشوری و بین‌المللی در مجموع برندهٔ ۱ مدال طلا شده‌است.